# Ryotaro Ito
Ryotaro Ito (født 6. februar 1998) er en japansk fodboldspiller, som spiller for den japanske fodboldklub Oita Trinita.